# 西川毛織
西川毛織株式会社（にしかわけおり、英: NISHIKAWA KEORI Co., Ltd.）は、愛知県名古屋市中区に本社を置く尾州最大の毛織物メーカーである。1929年（昭和4年）に創業。

## 歴史
- 1929年（昭和4年）6月1日[2] - 西川鐘造が毛織物製造販売を個人創業[1]。創業地は桑名町[2]。
- 1953年（昭和28年）2月7日[2] - 資本金150万円にて西川毛織株式会社を設立[1]。西川鐘造代表取締役に就任。
- 1960年（昭和35年）- 11月 社屋が完成する[2]。 西川恵造代表取締役に就任。
- 1977年（昭和52年）- 10月 新社屋が現在地に完成する[2]。
- 1986年（昭和61年）- 西川純市代表取締役に就任。
- 1993年（平成5年）- 子会社 株式会社イチテキ設立[1]。
- 2002年（平成14年）- 西川隆造代表取締役に就任。
- 2004年（平成16年）- 中国安徽省馬鞍山に馬鞍山西川毛織有限公司設立[1]。
- 2009年（平成21年）- 中央スピニング株式会社を買収 中央毛織株式会社設立[1]。
- 2014年（平成26年）- 上海に西川毛織上海事務所を開設。
- 2016年（平成28年）- 愛知県稲沢市に整経工場を設立[3]。
- 2024年（令和6年）- 新織機工場を整経工場に併設[4]。地方創生メディア「Made In Local」の愛知を代表する企業100選に選出[5]。

## 取り組み
- 2021年（令和3年）- 生地ネット通販サイト「Fably」に参加[6]。
- 2022年（令和4年）- 10月「第2回サステナブル ファッション expo 秋」にて「REQUAL≡」との共同プロジェクトに参加[7]。
- 2023年（令和5年）- 8月「Rakuten Fashion Week TOKYO 2024S/S」にて「ablankpage.」と協業しablankpage. X Royal Thai Embassy Tokyo/ AS YEARS GOES BYS. “ablankpage. X EDWIN X NISHIKAWA KEORI” アブランクページ x ロイヤル タイ エンバシー トウキョウ / アズ イヤーズ ゴーズ バイズ アブランクページ x エドウィン x ニシカワケオリを発表 [8]。